# Bezirk Wels-Land
Der Bezirk Wels-Land ist ein politischer Bezirk des Landes Oberösterreich.

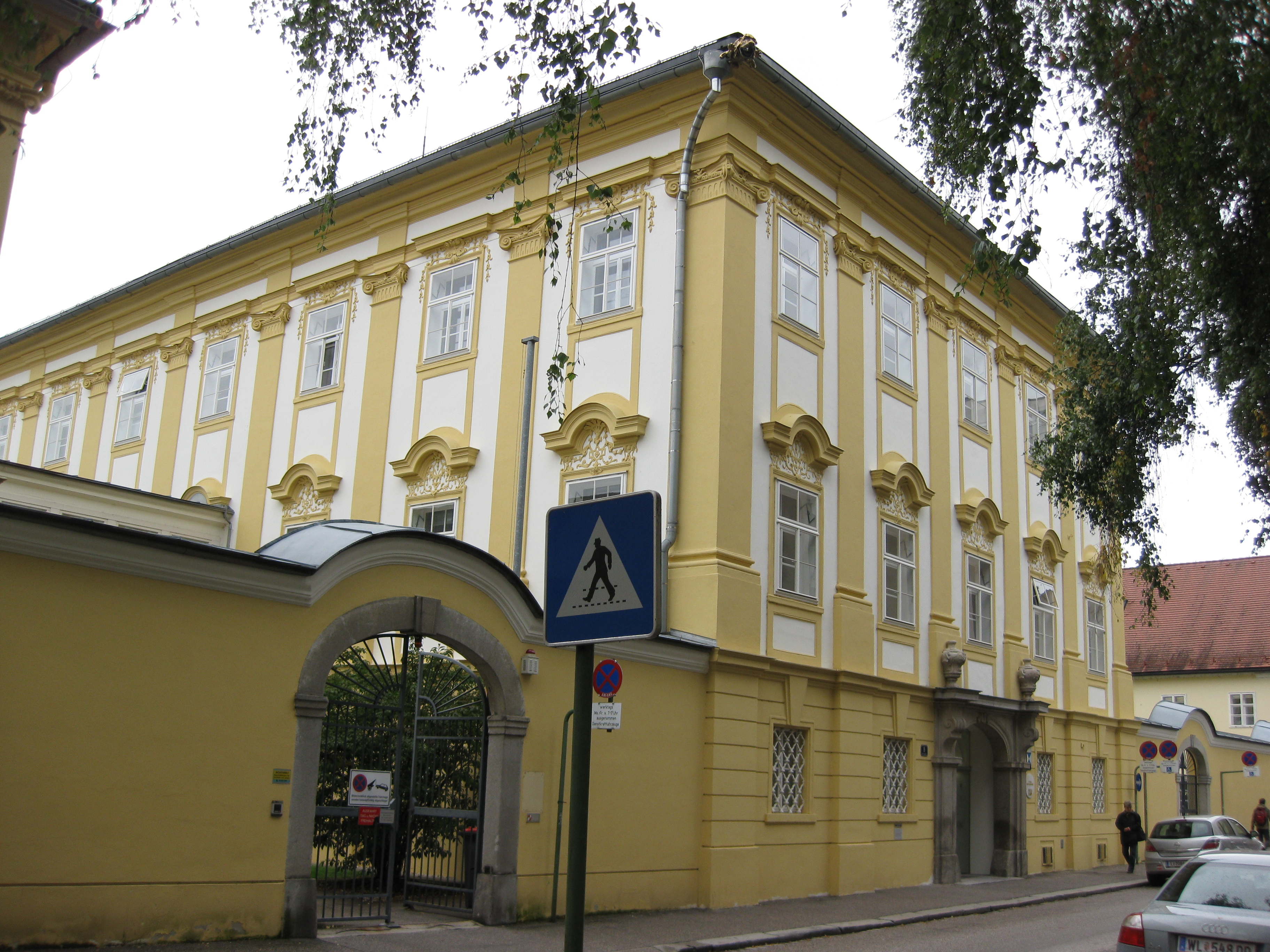
Bezirkshauptmannschaft Wels-Land

Er bildet die Umgebung der Stadt Wels, zusammen mit der Stadt Wels bildet er den Gerichtsbezirk Wels.

## Geschichte
Der Bezirk Wels wurde 1868 geschaffen. Durch die Schaffung des Bezirks Eferding kamen 1907 die Bezirksgerichtssprengel Eferding und Waizenkirchen an den neuen Bezirk. 1964 erhielt Wels ein eigenes Statut, der verbleibende Bezirk wurde daher in Wels-Land umbenannt.
Im April 2018 wurde Elisabeth Schwetz zur Bezirkshauptfrau des Bezirks Wels-Land bestellt.

## Angehörige Gemeinden

Gemeinden des Bezirks Wels-Land

Der Bezirk Wels-Land umfasst 24 Gemeinden, darunter zwei Stadt- und neun Marktgemeinden. Die Einwohnerzahlen stammen vom 1. Jänner 2024.
| Gemeinde                    | Lage | Ew     | km²   | Ew / km² | Gerichtsbezirk | Region | Typ             | Foto | Metadaten         |
| --------------------------- | ---- | ------ | ----- | -------- | -------------- | ------ | --------------- | ---- | ----------------- |
| Aichkirchen                 |      | 635    | 6,50  | 98       | Wels           |        | Gemeinde        | ja   | Gem.Kennz.: 41801 |
| Bachmanning                 |      | 714    | 7,22  | 99       | Wels           |        | Gemeinde        | ja   | Gem.Kennz.: 41802 |
| Bad Wimsbach-Neydharting    |      | 2.515  | 24,31 | 103      | Wels           |        | Markt- gemeinde | ja   | Gem.Kennz.: 41803 |
| Buchkirchen                 |      | 4.110  | 32,17 | 128      | Wels           |        | Markt- gemeinde | ja   | Gem.Kennz.: 41804 |
| Eberstalzell                |      | 2.909  | 27,57 | 106      | Wels           |        | Gemeinde        | ja   | Gem.Kennz.: 41805 |
| Edt bei Lambach             |      | 2.356  | 21,18 | 111      | Wels           |        | Gemeinde        | nein | Gem.Kennz.: 41806 |
| Fischlham                   |      | 1.357  | 15,64 | 87       | Wels           |        | Gemeinde        | ja   | Gem.Kennz.: 41807 |
| Gunskirchen                 |      | 6.560  | 36,23 | 181      | Wels           |        | Markt- gemeinde | ja   | Gem.Kennz.: 41808 |
| Holzhausen                  |      | 1.067  | 7,77  | 137      | Wels           |        | Gemeinde        | ja   | Gem.Kennz.: 41809 |
| Krenglbach                  |      | 3.254  | 15,34 | 212      | Wels           |        | Gemeinde        | ja   | Gem.Kennz.: 41810 |
| Lambach                     |      | 3.856  | 3,74  | 1032     | Wels           |        | Markt- gemeinde | ja   | Gem.Kennz.: 41811 |
| Marchtrenk                  |      | 14.724 | 23,09 | 638      | Wels           |        | Stadt- gemeinde | ja   | Gem.Kennz.: 41812 |
| Neukirchen bei Lambach      |      | 1.001  | 11,85 | 84       | Wels           |        | Gemeinde        | ja   | Gem.Kennz.: 41813 |
| Offenhausen                 |      | 1.710  | 15,06 | 114      | Wels           |        | Markt- gemeinde | ja   | Gem.Kennz.: 41814 |
| Pennewang                   |      | 1.048  | 18,37 | 57       | Wels           |        | Gemeinde        | ja   | Gem.Kennz.: 41815 |
| Pichl bei Wels              |      | 2.935  | 26,36 | 111      | Wels           |        | Markt- gemeinde | ja   | Gem.Kennz.: 41816 |
| Sattledt                    |      | 2.779  | 22,17 | 125      | Wels           |        | Markt- gemeinde | ja   | Gem.Kennz.: 41817 |
| Schleißheim                 |      | 1.441  | 7,60  | 190      | Wels           |        | Gemeinde        | ja   | Gem.Kennz.: 41818 |
| Sipbachzell                 |      | 2.281  | 24,77 | 92       | Wels           |        | Gemeinde        | ja   | Gem.Kennz.: 41819 |
| Stadl-Paura                 |      | 5.232  | 15,05 | 348      | Wels           |        | Stadt- gemeinde | ja   | Gem.Kennz.: 41820 |
| Steinerkirchen an der Traun |      | 2.444  | 32,55 | 75       | Wels           |        | Markt- gemeinde | ja   | Gem.Kennz.: 41821 |
| Steinhaus                   |      | 2.751  | 25,14 | 109      | Wels           |        | Markt- gemeinde | ja   | Gem.Kennz.: 41822 |
| Thalheim bei Wels           |      | 5.548  | 16,34 | 339      | Wels           |        | Markt- gemeinde | ja   | Gem.Kennz.: 41823 |
| Weißkirchen an der Traun    |      | 3.555  | 21,71 | 164      | Wels           |        | Gemeinde        | ja   | Gem.Kennz.: 41824 |

## Mittelpunkt
Der Flächenschwerpunkt des Bezirks liegt in der Katastralgemeinde Oberschauersberg, Gemeinde Steinhaus (⊙).